# 다폭세틴
다폭세틴(Dapoxetin)은 프릴리지(Priligy)라는 상품명으로 판매되는 경구용 조루증 치료제의 성분이다. 의사의 처방전이 필요한 전문의약품으로서, 개발사는 미국 존슨앤드존슨, 대한민국 판매사는 ㈜한국메나리니이다.
조루증은 사정중추(nPGi) 내의 세로토닌이 성행위 도중에 빠르게 고갈되어 나타난다. 다폭세틴의 작용 기전은 뉴런에서 세로토닌의 재흡수를 억제하여 세로토닌의 농도를 높여서 조루증을 치료하게 된다. 높아진 세로토닌의 농도는 남성의 사정조절능력을 높이고, 사정시간을 연장한다. 성감(性感: 성적 쾌감)에 영향을 주지 않는다.

## 다폭세틴의 특징
다폭세틴(Dapoxetin)은 빠른 흡수와 배출이 특징이다. 30mg, 60mg을 한 번 투여했을 때 최대 혈중 농도는 대략 1~2시간 이내에 관찰되며, 24시간 후 혈중농도는 5% 이하로 떨어진다. 다폭세틴 약물동력학적 측면에서, 백인, 흑인, 히스패닉, 동양인 피험자들에게서 통계적 차이를 보이지 않았다.

## 임상시험
다폭세틴의 임상시험은 전 세계적으로 6,801명에게서 진행되었다. 대륙별, 국가별로 진행된 연구에서 주로 측정한 항목은 질내삽입 후 사정시간, 사정 조절능력, 성만족도 등이었다. 다폭세틴은 사정조절능력을 개선시켰고, 사정과 관련된 스트레스를 감소시켰다. 또한 질내삽입 후 사정시간(IELT: Intra-vaginal Ejaculation latency time)을 약 4배 정도 상승시켰다. 대부분의 남성은 다폭세틴으로 조루증이 개선되었다고 하며, 파트너와의 관계를 개선하였다고 응답하였다. 이상반응 은 오심, 구토 현기증 등이 흔하다. 임상시험에서 시험 중단을 야기하는 일반적인 이상반응은 오심(2.2%), 현기증(1.2%)였다.

## 병용투여
다폭세틴은 식사와 관계없이 복용 가능하며, 발기부전치료제(실데나필, 타달라필등)과 병용 투여가 가능하다. 매우 쓴맛이 나므로, 복용시 한 컵의 물과 함께 복용하도록 권장한다. 성행위 2시간(1~3)시간 전에 복용한다. 통상 첫 복용 4주 후 또는 6회 복용 후, 효과에 따라서 증량을 검토한다. 60mg 이상의 투여는 금기이다.

## 같이 보기
- 세로토닌